# Henneberg Károly
Lovag Henneberg Károly (Mödling (Bécs mellett), 1833. augusztus 16. – Budapest, 1888. december 7.) magyar származású császári és királyi altábornagy, a honvéd lovasság főfelügyelője, parancsnoka.

## Élete
1833-ban, Ausztriában született. Hadnagyként vett részt az 1849-es itáliai lázadások leverésében és századosként az 1859-es szárd–francia–osztrák háborúban. Az 1866-os porosz–osztrák–olasz háborúban a vezérkarhoz volt beosztva. A háború befejeztével őrnagyként kivált a hadsereg kötelékéből, és horvátországi birtokainak igazgatásával foglalkozott. 
Az osztrák–magyar kiegyezés után Andrássy Gyula miniszterelnök elkezdte megszervezni a Magyar Honvédséget. A magyar honvéd lovasság szervezésével és kiképzésével Henneberget bízta meg. E megbízást kiválóan és nagy megelégedésre végezte el, és 1873-ban ezredessé léptették elő. Henneberget 1878-ban kitüntették a Vaskorona-rend harmadik osztályával, altábornagyi rendfokozatot kapott, és egyidejűleg kinevezték a honvéd lovasság felügyelőjévé.

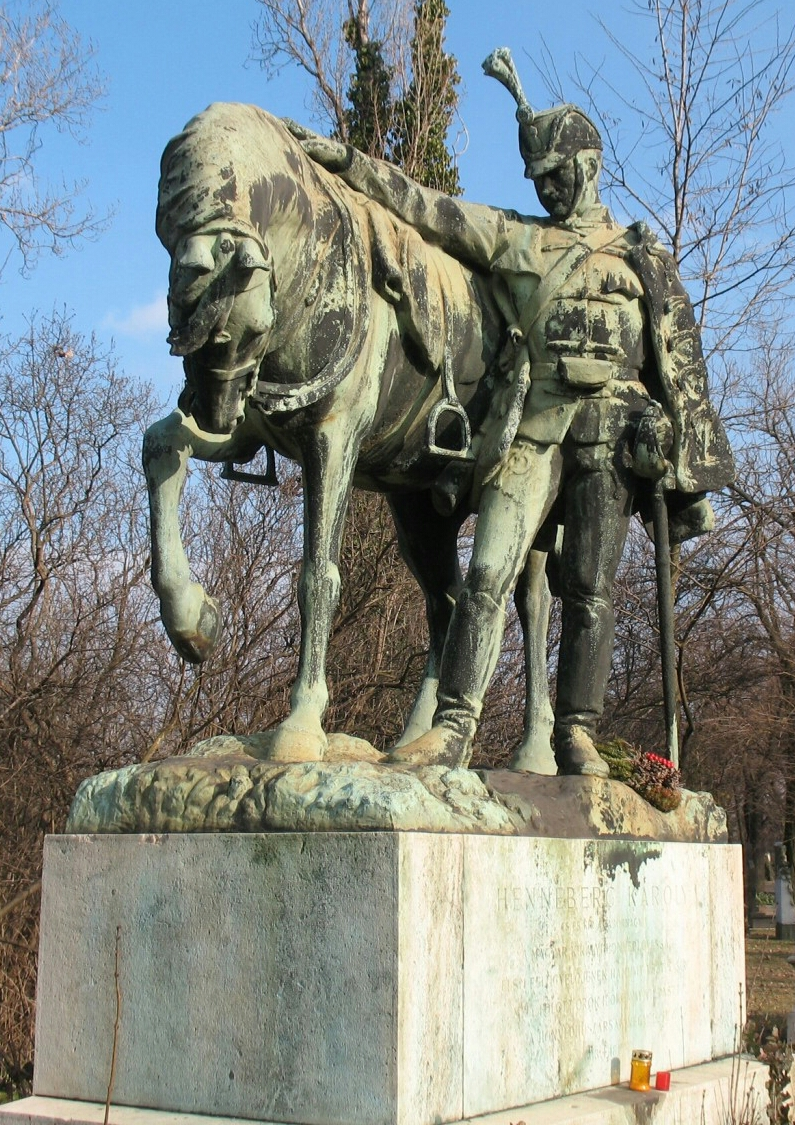
Védett síremléke, 2022

1888. december 6-án, 55 évesen Budapesten távozott az élők sorából. A Fiumei úti sírkert 24/1-es parcellájában nyugszik. 1890-ben közadakozásból állított síremléke bronz lovas szobrát Strobl Alajos, posztamensét Gerster Kálmán készítette. Sírja a nemzeti sírkert tagjaként védettséget élvez, így ma is megtekinthető, koszorúk, mécsesek folyamatosan díszítik.
| „                     | A magyar királyi honvédlovasság első felügyelőjének hamvait rejti e sir, mely fölött örök időkön át virraszt a honvédhuszárság kegyelete. | ” |
| – A síremlék felirata | |   |